# Storbritanniens økonomi
Storbritanniens økonomi er en højt udviklet markedsøkonomi. Det er verdens sjettestørste nationaløkonomi målt på nominelt BNP, ottendestørste efter købekraftsparitet (KKP) og den 20.-største efter BNP per indbygger.
Storbritannien er en af de mest globaliserede økonomier og består af England, Skotland, Wales og Nordirland.
I 2020 var Storbritannien verdens femtestørste eksportør og femtestørste importør. Det havde også den tredjestørste indadgående udenlandske direkte investering og den femtestørste udadgående udenlandske direkte investering. I 2020 stod Storbritanniens handel med de 27 medlemsstater fra EU for 49% af landets eksport og 52% af landets import.
Servicesektoren dominerer landets økonomi og bidrager med 81 % af BNP; finanssektoreren er særligt vigtig, og London er verdens næstestørste finanscenter. Edinburgh blev rangeret som nr. 17 i verden og nummer seks i Europa for sin finanssektor i 2021. Storbritanniens teknologisektor er værdisat til omkring $1 billion, efter USA og Kina. Storbritanniens flyindustri er verdens næststørste flyindustri. Landets farmaceutiske industri, verdens tiendestørste, spiller en vigtig rolle for økonomien. Af verdens 500 største virksomheder har 26 hovedkvarter i Storbritannien. Økonomien bliver forstærket af produktion af nordsøolie og gas; Storbritanniens reserver blev estimeret til 2,8 mia. tønder 2016, selvom landet har været nettoimportør af olie siden 2005. Der er store regionale forskellige i velstand; South East England og North East Scotland er de rigeste områder per indbygger. Størrelsen på Londons økonomi gør den til største by målt på BNP per indbygger i Europa.
I 1700-tallet var Storbritannien det første land, der blev industrialiseret. I 1800-tallet havde Storbritannien en fremtrædende rolle i verdensøkonomien via sit omfattende koloniimperium og sin teknologiske overlegenhed og stod for 9,1% af verdens BNP i 1870. Den anden industrielle revolution foregik også hurtigt i USA og i  Det Tyske Kejserrige; dette var en stigende økonomisk udfordring for Storbritannien på vej ind i 1900-tallet. Omkostningerne ved at deltage i begge verdenskrige svækkede Storbritanniens relative position yderligere. På trods af en relativ nedgang i den globale dominans har landet stadig stor magt og indflydelse i verden i 2000-tallet.
Regeringens involvering i landets økonomi bliver primært udøvet via finansministeriet, der ledes af Chancellor of the Exchequer og Department for Business, Energy and Industrial Strategy. Siden 1979 har styring af økonomien haft en laissez faire-tilgang. Bank of England er Storbritanniens centralbank, og siden 1997 har Monetary Policy Committee været ansvarlig for at sætte foliorenten, kvantitativ lempelse og forward guidance.
Storbritanniens valuta er pund sterling, der er verdens fjerdestørste reservevaluta efter dollar, euro og yen.
Storbritannien er grundlæggende medlem af Commonwealth, G7, G20, Internationale Valutafond, OSCE, NATO, FN's sikkerhedsråd, Verdensbanken, WTO, Asian Infrastructure Investment Bank og Forenede Nationer.

## Fodnoter
1. ↑  Listet fra størst til mindst.